# تپه بیوره
تپه بیوره مربوط به هزاره ۱تا سدهٔ ۵ ه.ق است و در شهرستان سقز، بخش زیویه، روستای لگزی واقع شده و این اثر در تاریخ ۵ آذر ۱۳۸۰ با شمارهٔ ثبت ۴۴۷۷ به‌عنوان یکی از آثار ملی ایران به ثبت رسیده است.